# لات لیل
لات لیل، روستایی از توابع بخش اتاقور شهرستان لنگرود در استان گیلان ایران است.
این روستا بزرگ‌ترین روستای شهرستان لنگرود می‌باشد.

## جمعیت
این روستا در شهر اطاقور  از توابع شهرستان لنگرود  قراردارد و براساس سرشماری مرکز آمار ایران در سال ۱۳۸۵، جمعیت آن ۸۷۲ نفر (۲۳۵خانوار) بوده‌است.زبان مادری مردم آن گیلکی است و با لهجه بیه پیش صحبت می‌کنند.